# نووایا سربریاکوفکا
نووایا سربریاکوفکا (به لاتین: Novaya Serebryakovka) یک منطقهٔ مسکونی در روسیه است که در شهرستان کیزلیارسکی واقع شده‌است.